# Petrus Læstadius
Petrus Læstadius, född 9 februari 1802 i byn Bukt i Arjeplogs socken, död 6 augusti 1841 i Vibyggerå socken, var en svensk präst och missionär bland samerna. Han var halvbror till Carl Erik Læstadius och bror till Lars Levi Læstadius. 

## Biografi
Petrus Læstadius var son till bergsfogden Carl Læstadius (1746–1832) och Anna Magdalena Johansdotter (1759–1824) samt därigenom sonson till kyrkoherden Johan Læstadius. 
År 1820 blev Læstadius student vid Uppsala universitet och prästvigdes 1825 i Härnösands stift. Han begav sig därefter (på skidor) åter till Uppsala och avlade 1826 filosofie kandidatexamen och disputationsprov för magistergrad. I slutet av samma år fick Læstadius – i enlighet med 1820 års förordning om undervisning av lapparna – ett förordnande att upprätthålla tjänsten som missionär i Pite lappmark, omfattande församlingarna Arvidsjaur och Arjeplog. Han var missionär i Pite lappmark 1827–1832. 
År 1831 avlade han pastoralexamen. Sedan han samma år hade inlämnat ett omfattande betänkande om undervisningsväsendet i lappmarken, förordnades han hösten 1832 till visitator i lappmarksförsamlingarna för de tre följande åren och blev också lärare vid Piteå trivialskola. År 1836 utnämndes Læstadius till den första kyrkoherden i Vibyggerå församling. Tjänsten tillträdde han sommaren 1837 och innehade fram till sin död 1841. En minnesvård är rest till hans ära vid Vibyggerå gamla kyrka. 
Ett av Læstadius 1835 utformat fullständigt förslag till organisation av de kyrkliga förhållandena i Lappland blev grunden för reglementet för Lappmarkens ecklesiastikverk av 14 april 1846. Han spelade på så vis en stor roll i kristnandet av samerna under 1800-talets första hälft.
I Journal af Petrus Læstadius, för första året af hans tjenstgöring såsom Missionaire i Lappmarken (1831; 2:a uppl. 1836), som Svenska Akademien belönade med Lundbladska priset 1832, samt Fortsättning af Journalen ... (1833) skildrade Læstadius på ett livligt och tilltalande språk sin mödosamma missionärsverksamhet, samiska seder och det lappländska nybyggarlivet. I journalerna märks Læstadius engagemang för den lappländska kulturen. I den första journalen skildras bland annat mötet med den tyske friherren Daniel von Hogguér som var på resa genom norra Sverige hösten 1828 och som Læstadius beledsagade till samerna på Barturte i Arjeplog.
| ”                                                                                | Læstadius var däremot högväxt; hans utomordentliga magerhet, hans bleka läppar och ansiktsfärg antydde ett högst mödosamt och bekymmersamt liv; hans stora, mörka ögon med glänsande, allvarliga och själfulla blickar kunde endast tillhöra en drömmare och entusiast. Han hörde till dessa människor, som betrakta allt i livet, till och med de alldagligaste ting, från en poetisk sida och som alltid leva i illusioner, bittert beklaga varje besvikelse men aldrig taga lärdomar därav utan genast omfatta en ny, kanske lika bedräglig illusion med samma hänförelse. | „ |
| – Daniel von Hogguér, Vildmarksliv i Lappland för hundra år sedan (1928), s. 88. | |   |

Petrus Læstadius gifte sig 25 februari 1828 med Carolina Fredrika Hagberg (1809–1879). Makarna hade åtta barn, varav tre avled i späd ålder.
Den väg som omger den nordöstra, norra och nordvästra delen av Umeå universitets campus heter Petrus Laestadius väg.